# TSMC

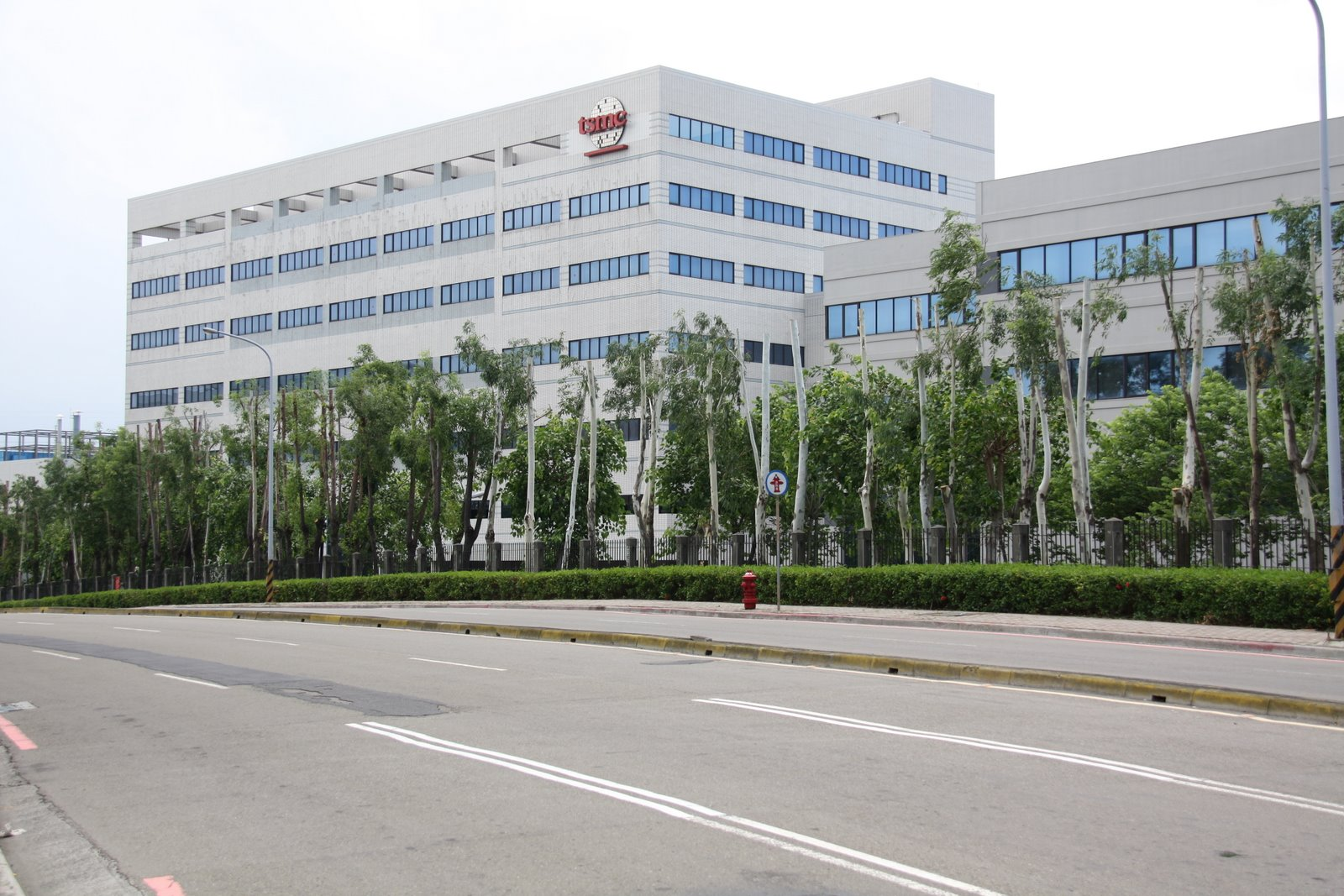
Фабрика компанії в Сіньжчу

TSMC (абревіатура з англ. Taiwan Semiconductor Manufacturing Company) — найбільша у світі монопрофільна незалежна компанія з виробництва напівпровідників, розташована в Сіньчжу, Тайвань. Основні потужності розташовані в Китаї й були побудовані для співробітництва з Qualcomm. Заснована в 1987 році бізнесменом Морісом Ченгом, компанія швидко стала одним зі світових лідерів із виробництва напівпровідників. Штаб-квартира розташована в індустріальному парку Сіньжчу, Тайвань. Станом на 2016 рік компанія налічувала 46 968 найманих працівників.

## Огляд компанії
Історія компанія починається у 1987 року з приватних інвестицій Моріса Ченга. Окрім напівпровідників, підприємство почало також інвестувати у сферу сонячної енергетики та освітлення. Акції TSMC розміщені на Тайванській та Нью-Йоркській фондовій біржах.
Більшіть лідерів-компаній з виробництва мікропроцесорів, що не мають своїх заводів (Qualcomm, Nvidia, Advanced Micro Devices (AMD), MediaTek, Marvell та Broadcom) є клієнтами TSMC. Нові компанії у сфері мікропроцесорів, такі як Spectra7, Spreadtrum, AppliedMicro, Allwinner Technology і HiSilicon також замовляють виробництво продукції у TSMC. Передові компанії програмованих логічних пристроїв, серед яких, наприклад, Xilinx, також користуються виробничими потужностями TSMC. Деякі із виробників мікропроцесорів, що мають замкнутий цикл розробки та виробництва, такі як Intel, STMicroelectronics і Texas Instruments замовляють виробництво своєї продукції у TSMC.
Компанія майже постійно нарощувала та вдосконалювала свої виробничі потужності, хоча на неї впливали економічні цикли зростання та падіння попиту на напівпровідники. У 2011 році компанія запланувала збільшити науково-дослідні витрати на 39 %.
У 2011 році було заявлено, що TSMC почала виробництво чипів A5 і A6 для продуктів компанії Apple — iPhone та IPad. Відповідно до звітів компанії Apple, виробник мікропроцесорів TSMC виготовляв мікрочипи таких поколінь компанії: A8, A9, A10, A11 і A12.
Станом на квітень 2019 року TSMC володіє технологіями серійного виробництва мікросхем з нормами 90, 65, 45, 40, 28, 20, 16/12, 10, 7 нанометрів. Ризикове виробництво 6-нм та 5-нм техпроцесів заплановано на ІІ квартал 2019 року.

## Виробничі потужності
Окремо від основної виробничої бази в Сіньжчу в Північному Тайвані, де розміщені декілька фабрик, компанія володіє високотехнологічними фабриками на півдні та центрі Тайваню, у Шанхаї (Китай), Сінгапурі та штаті Вашингтон (США). Компанія має офіси в Китаї, Європі, Індії, Японії, Південній Кореї та Північній Америці.
Введені в експлуатацію виробничі потужності (станом на 2016 рік):
- Три фабрики типу «GIGAFABs» із виробництва 300-мм (12-дюймових) пластин у Тайвані (Fab 12, 14, 15);
- Чотири фабрики 200-мм (8-дюймових) пластин (wafer fabs[en]) у Тайвані (Fab 3, 5, 6, 8);
- Одна фабрика 200-мм (8-дюймових) пластин у Шанхаї (Китай) (Fab 10);
- Дочірня компанія «WaferTech» із виробництва 200-мм (8-дюймових) пластин у м. Кемесі, штат Вашингтон (США) (Fab 11);
- SSMC (Systems on Silicon Manufacturing Co.) — спільна фабрика 200-мм (8-дюймових) пластин з NXP Semiconductors у Сінгапурі;
- Одна фабрика 150-мм (6-дюймових) пластин у Тайвані (Fab 2).

8 серпня 2023 року, після засідання правління компанії було повідомлено, що TSMC планує побудувати завод у східнонімецькому місті Дрездені із загальною сумою інвестицій у 10 млрд €.
3 квітня 2024 року, за повідомленням Bloomberg, компанія TSMC зупинила деякі заводи з виробництва мікросхем та евакуювала персонал після найбільшого за останні 25 років землетрусу.